# Yuya Miura
Yuya Miura (三浦 雄也 Miura Yuya?), född 2 april 1989 i Aichi prefektur, är en japansk fotbollsspelare.
Miura började sin karriär 2012 i Kashiwa Reysol. Efter Kashiwa Reysol spelade han för Matsumoto Yamaga FC, Shimizu S-Pulse och V-Varen Nagasaki.